# Brunnenthal, Solothurn
Brunnenthal är en ort i kantonen Solothurn i Schweiz.
Brunnenthal var tidigare en egen kommun, men den 1 januari 2010 slogs Brunnenthal och tre andra kommuner ihop till kommunen Messen.